# 卡尔·约翰逊
卡尔·约翰逊（英语：Beverly Johnson）（又名卡尔·强生，卡尔·强森），經常以其姓名縮寫暱稱為CJ，是一个虚构角色，系由Rockstar North开发、Rockstar Games发布的游戏作品《侠盗猎车手：圣安地列斯》的游戏主角。CJ是洛圣都（Los Santos）最大的黑人黑帮-葛洛夫幫（Grove Street Families）的骨干成员。该角色由美国洛杉矶西海岸说唱歌手杨·马莱配音，在游戏发行后好评如潮，被列入多个最佳电子游戏角色榜单中。

## 角色设计
CJ的角色原型出自演员杨·马莱（Young Maylay），他表示开发团队给他照了“非常专业”的照片，来给CJ做模型。
与《侠盗猎车手》游戏以前的主角不同，CJ的外貌可以高度个性定制，玩家可以购买为他定购发型、纹身和服装，其中某些款式会改善CJ在帮派同伙中的地位，还有对其所选女友的性吸引力。至于载具方面，CJ可以骑自行车，驾驶汽车和摩托车以及开飞机，他在每一项中的技能会得到改善。玩家还可以选择锻炼来改善CJ的肌肉和持久力。

## 性格
卡尔·约翰逊的性格明显不同于《侠盗猎车手》系列以往的玩家主角：克劳德和汤米·维斯提都被描绘成反社会，对他们所犯下的谋杀毫不愧疚；而CJ被描绘成拥有相当少的暴力性格，偶尔给他的受害者自我救赎的机会（一个例子是他没能说服艾迪·普拉斯基离开弗兰克·汤普尼一方）。此外，CJ对杀死两个以前是他最亲密的朋友，也是葛洛夫幫的同伙且好友的莱德尔和斯莫克流露出真正的悔意。不过，他对杀死其他帮派的成员仍然没有感到困惑，也不感到遗憾，心甘情愿地在收复葛洛夫幫或尝试阻止破坏他产业的敌人的过程中杀死任何人，而帮派也想要杀死他作为回报。CJ的天真个性、缺乏经验和对其他成员颜值评价的回应偶尔会导致同伙质疑CJ的智商（尤其是特鲁夫和卡特琳娜）。
和哥哥斯威特一样，卡尔对葛洛夫幫忠心耿耿，在游戏开头中他对朋友和兄弟姐妹的不满态度可看出这一点。然而，斯威特蹲监狱时，无人值守的葛洛夫街的地盘被巴勒幫侵占，卡尔在很快就被说服去收复地盘前，试图找回他的哥哥去收复他们其他资产的地盘。

## 履历
CJ生於1968年的洛聖都，貝弗莉的次子，四個孩子中的老三。父親不詳，但據CJ說，他們的父親給了他們一個溫暖的家。
1987年，即游戏事件发生五年前，CJ亲眼目睹弟弟布莱恩遭巴勒幫的人開槍殺害。不久后，既因為哥哥斯威特的責備，也為了逃避責任。CJ决定把帮派生活抛诸身后，移居自由城，开始和里昂家族教父萨尔瓦多·里昂的儿子乔伊·里昂一起工作。五年後CJ因為母親被暗殺而回到了洛聖都。
游戏的主线剧情开始于1992年CJ回到洛圣都（Los Santos），出席母亲贝弗莉·约翰逊的葬礼。刚抵达，CJ便碰到打击街头流氓社区资源（简称C.R.A.S.H）的三名成员弗兰克·汤普尼、艾迪·普拉斯基和吉米·赫尔南德兹。汤普尼和他的同伙提早警告CJ，称他们打算诬陷CJ谋杀警官拉尔夫·彭德尔伯里（Ralph Pendlebury），而事实上是组织担心他将非法勾当泄露出去而杀害他的。他们还迫使CJ为他们卖命，以换取自己、家人和朋友的人身安全。
被C.R.A.S.H抓包后，CJ先回到了曾經的房子，回憶起了以前的事。正在他注視著母親的照片時，兒時的玩伴斯莫克出現在他面前。之後帶著CJ來到墓地与哥哥斯威特和姐姐坎德尔·约翰逊团聚，还见到了儿时好友的莱德尔。CJ得知他在离开期间，他的家族葛洛夫幫的势力和影响力大不如前，而敌对帮派，尤其是巴勒帮派的势力则蒸蒸日上。回家不久后，CJ帮助他的伙伴重振葛洛夫街，驱逐毒贩，装备武器，收复失去的帮派地盘。他还帮助好友OG Loc毁掉了知名说唱歌手疯狗多克的职业生涯，让OG Loc得以开启说唱生涯。后来，坎德尔向男朋友、阿茲特克帮（Varrios Los Aztecas）幹部塞萨尔·维尔潘多介绍CJ。
然而，葛洛夫幫的中兴是短暂的。一次偶然的机会，CJ发现斯莫克和莱德尔背叛帮派，跟C.R.A.S.H以及敌对帮派巴勒幫结盟。同日，斯威特中了巴勒帮的陷阱，在随后的枪战中负伤。CJ抵达现场后救了哥哥的性命，但两人被警方逮捕。斯威特受到审判，被判多项罪名，在监狱里服刑；而CJ则被C.R.A.S.H.带走后流放到乡下。一连串事件结束后，葛洛夫街的势力和影响力再一次被削弱，而他们所有的地盘也被巴勒帮夺走。
在乡下期间，CJ结识真理大叔，并和塞萨尔的表姐凱特琳娜参与抢劫，还参加两场非法街道赛并结识挚友三合會山雲幫當家穆吳梓（Wu Zi Mu）。短暂停驻乡下后，CJ和他的同伴北上圣辉洛，在那儿经营汽车改装车库和销售。CJ还帮助三合会对抗越南帮，在此期间加深了与吴子穆和三合會紅壁虎堂當家李然發（Ran Fa Li）的关系，此外还渗透并捣毁圣安地列斯最大的贩毒集团洛辛迪加（Loco Syndicate），同时也杀死了火车头辛迪加的三名主要成员-皮條客基茨（Jizzy）、紅火蟻幫首領牛排门德斯（T-Bone Mendez）和麦克·托雷诺（Mike Toreno）。在塞萨尔和三合会的帮助下，CJ还在莱德尔与洛辛迪加碰头时杀死了莱德尔，完成复仇。
洛辛迪加被捣毁后，CJ接到一名神秘男子的电话要求CJ帮他做事，当CJ抵达那里时，他才发现神秘男子正是麦克·托雷诺，托雷诺事实上并没有死，而他的真实身份是政府的秘密特工。CJ为换取斯威特的释放而开始为托雷诺卖命，去做一些危险的工作。期间，他获得飞行驾照，来到了赌城拉斯文加斯并帮助穆吳梓经营四龙賭場（Four Dragons Casino），救回因賭博輸光而自杀未遂的疯狗多克（Madd Dogg），还杀死了C.R.A.S.H成员艾迪·普拉斯基。在拉斯文加斯解决了所有的事情后，CJ和他的同伴决定为重返洛圣都作准备。
一回到洛圣都，CJ便从维戈斯帮（Los Santos Vagos）手中夺回了疯狗多克的豪宅，之後又通過托雷諾的幫助，跟从监狱获释的斯威特团聚。然而，斯威特仍惦记着帮派，说服CJ再次重建葛洛夫街。他们一道夺回葛洛夫街，再次从街上驱赶毒贩和巴勒幫的人，逐渐重建帮派。同时，汤普尼为他的罪行而受审，然而所有针对他的指控因缺乏证据而被撤销，引发全城暴动。在混乱中，CJ帮助塞萨尔重建他的维洛斯帮。随后不久，斯威特查到了斯莫克的所在地是在一个制毒工厂内，于是两人前往那里，而后CJ单独闯入工厂的四楼并杀死了斯莫克，不久后他遇到了汤普尼，CJ设法逃出工厂后，便乘车追击汤普尼，最终汤普尼驾车从桥上坠下，摔在约翰逊家门前。CJ准备击毙汤普尼，但斯威特认为沒有人能為他的死負責，于是阻止CJ，让他自然死去。随着汤普尼的死去，CJ人生中的所有枝节问题都得到解决，城市恢复到正常状态。
游戏结束后，疯狗多克参观了约翰逊家，宣布他的新专辑得到了金唱片獎。屋子里的每个人探讨怎样把眼前的重点转移到维护帮派及其投资上，否则就保持低调。之后CJ离开屋子。坎德尔问他要去哪儿，他回答道：“我去街上看看发生了什么。”再隨著凱特琳娜打來的騷擾電話後，主线剧情随之结束。

## 影响和统计
配音演员杨·马莱表示，他在描绘CJ时，受到其人生的启发：“（开发团队）想要正宗的洛杉矶风格，那就是我的家乡，他们知道这一点，所以那就是我带给他们的，”他补充道。“我把马莱给了CJ，在没有大幅度改动剧本的前提下，尽可能让他像我"。”

## 评价
卡尔·约翰逊一角在游戏发行后好评如潮，被列入多个最佳电子游戏角色榜单中。他出现在杰西·史彻迪恩（Jesse Schedeen）的IGN榜单“《侠盗猎车手》最受欢迎坏蛋”中。他们表示：“在GTA游戏所有的主角中，很少有像卡尔·约翰逊那样的扣人心弦或竭尽全力的角色，”接着还赞赏了角色的个性定制和可用资产。CraveOnline的保罗·坦布罗（把卡尔放在了他们的“10大最让人难忘GTA角色”榜单中的第八位，称“控制一个被认为知道什么时候该什么时候不该犯下大规模屠杀案的角色，给人耳目一新的感觉 。”《破坏时报》的马修·库珀（Matthew Cooper）把角色列入他的《侠盗猎车手》系列十大角色榜单，称他之所以在其他主角中脱颖而出，是因为他起先带着良心出场，起先似乎没有享受杀人游戏的乐趣。
游戏日报把卡尔列入了他们的最佳电子游戏黑人角色，称其拒绝了让他强化负面刻板形象的创意，“更像出生于贫民窟的詹姆斯·邦德，而非上位的黑帮。”同样地，《Complex Gaming》的拉里·赫斯特（Larry Hester）把他列入他的十佳电子游戏黑人角色榜单，称他是“有良心的匪帮”。卡尔在GamesRadar的百大电子游戏英雄榜单中位列第77，被称“《侠盗猎车手》中少有的魅力英雄，在未来可能也不会有。”UGO把卡尔列为第二个最值得有真人电影的角色。
2008年，《世纪报》把卡尔列为史上第33个最伟大的Xbox角色，指出他是《侠盗猎车手》“最不起眼”的反英雄角色，也是“主流电子游戏中最强大的非裔美国人主角之一。”尽管最终没有入选，但Game Informer的编辑考虑将卡尔列入他们的“30大定义一个时代角色”榜单，其中编辑马特·赫尔格松（Matt Helgeson）表示：“他可能很容易成为其他的黑帮刻板印象，但截至《圣安地列斯》结束，我们可以看到CJ虽有缺陷，但终究是一位在最坏的环境中尽其所能的好人。”